# Atletismo nos Jogos Pan-Americanos de 1963 - Salto em altura masculino
A prova do salto em altura masculino nos Jogos Pan-Americanos de 1963 foi realizada em São Paulo, Brasil.

## Medalhistas
| Ouro                            | Prata                          | Bronze                    |
| Gene Johnson USA Estados Unidos | Teodoro Palacios GUA Guatemala | Anton Norris BAR Barbados |

## Resultados
| Posição           | Nome              | Nacionalidade      | Marca | Notas |
| ----------------- | ----------------- | ------------------ | ----- | ----- |
| Medalha de ouro   | Gene Johnson      | USA Estados Unidos | 2.11  |       |
| Medalha de prata  | Teodoro Palacios  | GUA Guatemala      | 2.04  |       |
| Medalha de bronze | Anton Norris      | BAR Barbados       | 2.04  |       |
| 4                 | Ralph Boston      | USA Estados Unidos | 2.04  |       |
| 5                 | Eleuterio Fassi   | ARG Argentina      | 1.95  |       |
| 6                 | Roberto Abugattas | PER Peru           | 1.95  |       |
| 7                 | Manoel Cesar      | BRA Brasil         | 1.90  |       |
| 8                 | Roberto Procel    | MEX México         | 1.90  |       |